# Håkantorps station
Håkantorps station i Håkantorp är en järnvägsstation i Vara kommun invigd den 17 maj 1867. Vid stationen ansluter Kinnekullebanan till Älvsborgsbanan. Stationen har genom tiderna haft anslutningar med tre olika spårvidder 1 435 mm, 1 217 mm mm och 891 mm.

## Historik
Håkantorps station byggdes för Uddevalla–Vänersborg–Herrljunga Järnväg, som byggdes med spårvidden 1 217 mm. Stationen invigdes den 15 december 1866. År 1877 öppnade Lidköping–Håkantorps Järnväg (HLJ) sin linje Lidköping–Håkantorp med spårvidden 891 mm som anslöt till stationen. Åren 1898–1900 byggde UWHJ om sin linje till spårvidden 1435 mm. Samtidigt som Västergötland–Göteborgs Järnvägar började bygga sin huvudlinje Göteborg–Gårdsjö så byggde man samtidigt en sidolinje från Tumlebergs station till Håkantorp, denna linje invigdes tillsammans med huvudlinjen 1 januari 1900. HLJ kom tidigt att dras med ekonomiska problem och gick i konkurs 1886, efter tre olika uppköpsförsök av Lidköping–Skara–Stenstorps Järnväg så köptes bolaget till slut av Lidköpings stad 1902 som samlade flera inköpta järnvägar i Lidköpings Järnvägar.  Båda de smalspåriga linjerna förstatligades 1948. I samband med att SJ byggde om sträckan Håkantorp-Lidköping till normalspår 1953 stängdes och revs den smalspåriga linjen mot Tumleberg.
Godstrafiken lades ned 1989. Persontrafiken utförs av Västtrafiks tåg Herrljunga-Lidköping.